# Platylister sulcisternus
Platylister sulcisternus är en skalbaggsart som först beskrevs av Lewis 1900.  Platylister sulcisternus ingår i släktet Platylister och familjen stumpbaggar. Inga underarter finns listade i Catalogue of Life.